# Республика Корея на зимних Олимпийских играх 2010
Республика Корея на зимних Олимпийских играх 2010 была представлена 45 спортсменами в 5 видах спорта.

## Медалисты

### Золото
| Золото |            |                                    |
| №      | Спортсмены | Вид спорта (дисциплина)            |
| 1      | Ли Чжон Су | Шорт-трек (1500 метров)            |
| 2      | Ли Чжон Су | Шорт-трек (1000 метров)            |
| 3      | Мо Тхэ Бом | Конькобежный спорт (500 метров)    |
| 4      | Ли Сан Хва | Конькобежный спорт (500 метров)    |
| 5      | Ли Сын Хун | Конькобежный спорт (10000 метров)  |
| 6      | Ким Ён А   | Женское одиночное фигурное катание |

### Серебро
| Серебро |                                                            |                                  |
| №       | Спортсмены                                                 | Вид спорта (дисциплина)          |
| 1       | Ли Хо Сок                                                  | Шорт-трек (1000 метров)          |
| 2       | Ли Ын Бёль                                                 | Шорт-трек (1500 метров)          |
| 3       | Ли Сын Хун                                                 | Конькобежный спорт (5000 метров) |
| 4       | Мо Тхэ Бом                                                 | Конькобежный спорт (1000 метров) |
| 5       | Сон Си Бэк                                                 | Шорт-трек (500 метров)           |
| 6       | Квак Юн Ги, Ли Хо Сок, Ли Чжон Су, Сон Си Бэк, Ким Сон Иль | Шорт-трек (эстафета)             |

### Бронза
| Бронза |            |                         |
| №      | Спортсмены | Вид спорта (дисциплина) |
| 1      | Пак Сын Хи | Шорт-трек (1500 метров) |
| 2      | Пак Сын Хи | Шорт-трек (1000 метров) |

## Результаты соревнований

### Биатлон
Мужчины
| Соревнование         | Спортсмены | Стрельба | Результат | Место |
| -------------------- | ---------- | -------- | --------- | ----- |
| Спринт               | Ли Ин Бок  | 1+3      | 27:34,1   | 65    |
| Индивидуальная гонка | Ли Ин Бок  | 2+0+0+2  | 56:24,5   | 70    |

Женщины
| Соревнование         | Спортсмены | Стрельба | Результат | Место |
| -------------------- | ---------- | -------- | --------- | ----- |
| Спринт               | Мун Джи Хи | 1+1      | 22:34,1   | 63    |
| Индивидуальная гонка | Мун Джи Хи | 0+0+2+3  | 48:53,9   | 73    |

### Бобслей

#### Бобслей
Мужчины
| Соревнование | Спортсмены                                        | 1 заезд   | 1 заезд | 2 заезд   | 2 заезд | 3 заезд   | 3 заезд | 4 заезд   | 4 заезд | Итоговый результат | Итоговое место |
| Соревнование | Спортсмены                                        | Результат | Место   | Результат | Место   | Результат | Место   | Результат | Место   | Итоговый результат | Итоговое место |
| ------------ | ------------------------------------------------- | --------- | ------- | --------- | ------- | --------- | ------- | --------- | ------- | ------------------ | -------------- |
| Четвёрки     | Кан Гван Бэ, Ли Чжин Хи, Ким Чжон Су, Ким Дон Хён | 52,76     | 23      | 52,53     | 18      | 52,92     | 20      | 52,92     | 19      | 3:31,13            | 19             |

#### Скелетон
| Соревнование | Спортсмены | 1 заезд   | 1 заезд | 2 заезд   | 2 заезд | 3 заезд   | 3 заезд | 4 заезд   | 4 заезд | Итоговый результат | Итоговое место |
| Соревнование | Спортсмены | Результат | Место   | Результат | Место   | Результат | Место   | Результат | Место   | Итоговый результат | Итоговое место |
| ------------ | ---------- | --------- | ------- | --------- | ------- | --------- | ------- | --------- | ------- | ------------------ | -------------- |
| Мужчины      | Чо Ин Хо   | 54,46     | 22      | 54,42     | 24      | 54,28     | 23      |           |         | 2:43,16            | 22             |

### Коньковые виды спорта

#### Конькобежный спорт
Мужчины
Индивидуальные гонки
| Соревнование | Спортсмены | 1 попытка | 1 попытка | 2 попытка | 2 попытка | Результат   | Место |
| Соревнование | Спортсмены | Результат | Место     | Результат | Место     | Результат   | Место |
| ------------ | ---------- | --------- | --------- | --------- | --------- | ----------- | ----- |
| 500 метров   | Мо Тхэ Бом | 34.92     | 2         | 34,906    | 2         | 69,82       | 1     |
| 500 метров   | Ли Ган Сок | 35,145    | 10        | 34,988    | 3         | 70,041      | 4     |
| 500 метров   | Ли Гю Хёк  | 35,05     | 4         | 35,344    | 16        | 70,48       | 15    |
| 500 метров   | Мун Джун   | 35,55     | 20        | 35,640    | 19        | 71,19       | 19    |
| 1000 метров  | Мо Тхэ Бом |           |           |           |           | 1:09,12     | 2     |
| 1000 метров  | Ли Гю Хёк  |           |           |           |           | 1:09,92     | 9     |
| 1000 метров  | Мун Джун   |           |           |           |           | 1:10,38     | 18    |
| 1000 метров  | Ли Ги Хо   |           |           |           |           | 1:12,33     | 36    |
| 1500 метров  | Мо Тхэ Бом |           |           |           |           | 1:46,47     | 5     |
| 1500 метров  | Ли Джон У  |           |           |           |           | 1:49,00     | 22    |
| 1500 метров  | Ха Хон Сон |           |           |           |           | 1:49,93     | 31    |
| 5000 метров  | Ли Сын Хун |           |           |           |           | 6:17,00     | 2     |
| 10000 метров | Ли Сын Хун |           |           |           |           | 12:58,55 OR | 1     |

Командная гонка
| Соревнование    | Спортсмены                        | Четвертьфинал                 | Полуфинал          | Финал    | Финал                      | Место |
| Соревнование    | Спортсмены                        | Соперник Результат            | Соперник Результат | Название | Соперник Результат         | Место |
| --------------- | --------------------------------- | ----------------------------- | ------------------ | -------- | -------------------------- | ----- |
| Командная гонка | Ха Хон Сон, Ли Джон У, Ли Сын Хун | Норвегия · проиграли; 3:43,69 |                    | С        | Италия · выиграли; 3:48,60 | 5     |

Женщины
Индивидуальные гонки
| Соревнование | Спортсмены | 1 попытка | 1 попытка | 2 попытка | 2 попытка | Результат | Место |
| Соревнование | Спортсмены | Результат | Место     | Результат | Место     | Результат | Место |
| ------------ | ---------- | --------- | --------- | --------- | --------- | --------- | ----- |
| 500 метров   | Ли Сан Хва | 38,24     | 1         | 37,850    | 2         | 76,09     | 1     |
| 500 метров   | Ли Бо Ра   | 39,39     | 26        | 39,406    | 27        | 78,80     | 26    |
| 500 метров   | Ан Джи Мин | 39,59     | 30        | 39,549    | 31        | 79,14     | 31    |
| 500 метров   | О Мин Джи  | 39,81     | 33        | 39,768    | 33        | 79,58     | 32    |
| 1000 метров  | Ли Сан Хва |           |           |           |           | 1:18,24   | 23    |
| 1000 метров  | Ким Ю Лим  |           |           |           |           | DNF       | —     |
| 1500 метров  | Но Сон Ён  |           |           |           |           | 2:02,84   | 30    |
| 1500 метров  | Ли Джу Ён  |           |           |           |           | 2:03,67   | 33    |
| 3000 метров  | Но Сон Ён  |           |           |           |           | 4:17,36   | 19    |
| 3000 метров  | Ли Джу Ён  |           |           |           |           | 4:18,87   | 23    |
| 3000 метров  | Пак То Ён  |           |           |           |           | 4:20,92   | 26    |

Командная гонка
| Соревнование    | Спортсмены                      | Четвертьфинал               | Полуфинал          | Финал    | Финал                       | Место |
| Соревнование    | Спортсмены                      | Соперник Результат          | Соперник Результат | Название | Соперник Результат          | Место |
| --------------- | ------------------------------- | --------------------------- | ------------------ | -------- | --------------------------- | ----- |
| Командная гонка | Ли Джу Ён, Но Сон Ён, Пак То Ён | Япония · проиграли; 3:07,45 |                    | D        | Россия · проиграли; 3:06,96 | 8     |

#### Фигурное катание
| Соревнование              | Спортсмены    | Короткая программа | Короткая программа | Произвольная программа | Произвольная программа | Всего     | Всего |
| Соревнование              | Спортсмены    | Результат          | Место              | Результат              | Место                  | Результат | Место |
| ------------------------- | ------------- | ------------------ | ------------------ | ---------------------- | ---------------------- | --------- | ----- |
| Женское одиночное катание | Ким Ён А      | 78,50              | 1                  | 150,06                 | 1                      | 228,56    | 1     |
| Женское одиночное катание | Квак Мин Чжон | 53,16              | 16                 | 102,37                 | 12                     | 155,53    | 13    |

#### Шорт-трек
Мужчины
| Соревнование | Спортсмены                                                 | Отборочный раунд | Отборочный раунд | Четвертьфинал | Четвертьфинал | Полуфинал   | Полуфинал | Финал    | Финал     | Финал | Итоговое место |
| Соревнование | Спортсмены                                                 | Результат        | Место            | Результат     | Место         | Результат   | Место     | Название | Результат | Место | Итоговое место |
| ------------ | ---------------------------------------------------------- | ---------------- | ---------------- | ------------- | ------------- | ----------- | --------- | -------- | --------- | ----- | -------------- |
| 500 метров   | Сон Си Бэк                                                 | 41,889           | 1                | 40,821        | 2             | 41,126      | 2         | А        | 41,340    | 2     | 2              |
| 500 метров   | Квак Юн Ги                                                 | 42,147           | 1                | 41,761        | 2             | 41,620      | 3         | B        | 42,123    | 1     | 4              |
| 500 метров   | Ли Хо Сок                                                  | 41,632           | 1                | 41,269        | 1             | 1:24,514    | 4         | В        | 49,149    | 4     | 7              |
| 1000 метров  | Ли Джон Су                                                 | 1:24,962         | 1                | 1:25,822      | 1             | 1:25,560    | 2         | A        | 1:23,747  | 1     | 1              |
| 1000 метров  | Ли Хо Сок                                                  | 1:25,925         | 1                | 1:24,980      | 1             | 1:25,347    | 1         | A        | 1:23,801  | 2     | 2              |
| 1000 метров  | Сон Си Бэк                                                 | 1:24,245         | 1                | 1:24,570      | 1             | 1:25,068    | 3         | B        | DSQ       | —     | 7              |
| 1500 метров  | Ли Джон Су                                                 |                  |                  | 2:12,380 OR   | 1             | 2:10,949 OR | 1         | А        | 2:17,611  | 1     | 1              |
| 1500 метров  | Сон Си Бэк                                                 |                  |                  | 2:14,836      | 1             | 2:13,585    | 1         | А        | 2:45,010  | 5     | 5              |
| 1500 метров  | Ли Хо Сок                                                  |                  |                  | 2:14,324      | 2             | 2:14,833    | 1         | А        | DSQ       | —     | 12             |
| Эстафета     | Ким Сон Иль, Квак Юн Ги, Ли Хо Сок, Сон Си Бэк, Ли Джон Су |                  |                  |               |               | 6:43,845    | 1         | A        | 6:44,446  | 2     | 2              |

Женщины
| Соревнование | Спортсмены                                    | Отборочный раунд | Отборочный раунд | Четвертьфинал | Четвертьфинал | Полуфинал    | Полуфинал | Финал     | Финал     | Финал     | Итоговое место |
| Соревнование | Спортсмены                                    | Результат        | Место            | Результат     | Место         | Результат    | Место     | Название  | Результат | Место     | Итоговое место |
| ------------ | --------------------------------------------- | ---------------- | ---------------- | ------------- | ------------- | ------------ | --------- | --------- | --------- | --------- | -------------- |
| 500 метров   | Ли Ын Бёль                                    | 44,000           | 1                | 44,582        | 2             | 44,899       | 4         | B         | 44,860    | 4         | 8              |
| 500 метров   | Чо Хэ Ри                                      | 44,313           | 2                | 44,306        | 3             | не прошла    | не прошла | не прошла | не прошла | не прошла | 10             |
| 500 метров   | Пак Сын Хи                                    | 44,221           | 1                | DSQ           | —             | не прошла    | не прошла | не прошла | не прошла | не прошла | 15             |
| 1000 метров  | Пак Сын Хи                                    | 1:31,885         | 1                | 1:30,769      | 1             | 1:29,165     | 2         | А         | 2:17,927  | 3         | 3              |
| 1000 метров  | Чо Хэ Ри                                      | 1:35,953         | 1                | 1:30,543      | 2             | 1:30,792     | 4         | В         | 1:31,932  | 1         | 4              |
| 1500 метров  | Ли Ын Бёль                                    |                  |                  | 2:27,286      | 1             | 2:24,318     | 1         | A         | 2:17,849  | 2         | 2              |
| 1500 метров  | Пак Сын Хи                                    |                  |                  | 2:24,129      | 1             | 2:20,859 OR  | 1         | A         | 2:17,927  | 3         | 3              |
| 1500 метров  | Чо Хэ Ри                                      |                  |                  | 2:22,928      | 1             | 2:35,492 ADV | 3         | A         | 2:18,831  | 5         | 5              |
| Эстафета     | Чо Хэ Ри, Ким Минджон, Ли Ын Бёль, Пак Сын Хи |                  |                  |               |               | 4:10,753     | 1         | А         | DSQ       | —         | 8              |

### Лыжные виды спорта

#### Горнолыжный спорт
Мужчины
| Соревнование      | Спортсмены  | 1 спуск | 2 спуск | Всего | Отставание | Место |
| ----------------- | ----------- | ------- | ------- | ----- | ---------- | ----- |
| Гигантский слалом | Ким У Сон   | DSQ     | —       | —     | —          | —     |
| Слалом            | Ким У Сон   | DNF     | —       | —     | —          | —     |
| Слалом            | Чон Дон Хён | DNF     | —       | —     | —          | —     |

Женщины
| Соревнование      | Спортсмены  | 1 спуск | 2 спуск | Всего   | Отставание | Место |
| ----------------- | ----------- | ------- | ------- | ------- | ---------- | ----- |
| Гигантский слалом | Ким Сон Джу | 1:23,88 | 1:20,70 | 2:44,58 | +17,47     | 49    |
| Слалом            | Ким Сон Джу | 59,70   | 1:00,33 | 2:00,03 | +17,14     | 46    |

#### Лыжные гонки
Мужчины
Дистанция
| Соревнование           | Спортсмен    | Результат | Место |
| ---------------------- | ------------ | --------- | ----- |
| 15 км свободным стилем | Ли Чжун Гиль | 39:51,6   | 79    |

Женщины
Дистанция
| Соревнование           | Спортсмены | Результат | Место |
| ---------------------- | ---------- | --------- | ----- |
| 10 км свободным стилем | Ли Чхэ Вон | 27:56,0   | 55    |
| Гонка преследования    | Ли Чхэ Вон | 47:34,6   | 58    |

#### Прыжки на лыжах с трамплина
| Соревнование        | Спортсмены     | Квалификация | Квалификация | Финал     | Финал     | Финал     | Финал     | Финал     | Финал     |
| Соревнование        | Спортсмены     | Результат    | Место        | 1 прыжок  | 1 прыжок  | 2 прыжок  | 2 прыжок  | Всего     | Место     |
| Соревнование        | Спортсмены     | Результат    | Место        | Результат | Место     | Результат | Место     | Всего     | Место     |
| ------------------- | -------------- | ------------ | ------------ | --------- | --------- | --------- | --------- | --------- | --------- |
| Нормальный трамплин | Ким Хён Ги     | 121,5        | 22           | 107,0     | 40        | не прошёл | не прошёл | 107,0     | 40        |
| Нормальный трамплин | Чхве Хын Чхоль | 108,5        | 40           | 95,0      | 48        | не прошёл | не прошёл | 95,0      | 48        |
| Нормальный трамплин | Чхве Ён Чжик   | 107,0        | 43           | не прошёл | не прошёл | не прошёл | не прошёл | не прошёл | не прошёл |
| Большой трамплин    | Ким Хён Ги     | 108,9        | 33           | 78,0      | 42        | не прошёл | не прошёл | 78,0      | 42        |
| Большой трамплин    | Чхве Хын Чхоль | 107,0        | 34           | 56,3      | 49        | не прошёл | не прошёл | 56,3      | 49        |
| Большой трамплин    | Чхве Ён Чжик   | 83,4         | 46           | не прошёл | не прошёл | не прошёл | не прошёл | не прошёл | не прошёл |

#### Сноуборд
Хафпайп
| Соревнование | Спортсмены  | Квалификация | Квалификация | Квалификация | Полуфинал | Полуфинал | Полуфинал | Финал     | Финал     | Финал     |
| Соревнование | Спортсмены  | 1 спуск      | 2 спуск      | Место        | 1 спуск   | 2 спуск   | Место     | 1 спуск   | 2 спуск   | Место     |
| ------------ | ----------- | ------------ | ------------ | ------------ | --------- | --------- | --------- | --------- | --------- | --------- |
| Мужчины      | Ким Хо Джун | 8,4          | 25,8         | 12           | не прошёл | не прошёл | не прошёл | не прошёл | не прошёл | не прошёл |

#### Фристайл
Могул
| Соревнование | Спортсмены  | Квалификация | Квалификация | Финал     | Финал     |
| Соревнование | Спортсмены  | Результат    | Место        | Результат | Место     |
| ------------ | ----------- | ------------ | ------------ | --------- | --------- |
| Женщины      | Со Джон Хва | 20,88        | 21           | не прошла | не прошла |

### Санный спорт
Мужчины
| Соревнование | Спортсмены | 1 заезд   | 1 заезд | 2 заезд   | 2 заезд | 3 заезд   | 3 заезд | 4 заезд   | 4 заезд | Итоговый результат | Итоговое место |
| Соревнование | Спортсмены | Результат | Место   | Результат | Место   | Результат | Место   | Результат | Место   | Итоговый результат | Итоговое место |
| ------------ | ---------- | --------- | ------- | --------- | ------- | --------- | ------- | --------- | ------- | ------------------ | -------------- |
| Одиночки     | Ли Ён      | 50,549    | 36      | 50,607    | 35      | 51,012    | 35      | 51,128    | 37      | 3:23,296           | 36             |